# Mugeni
Mugeni es una comuna ubicada en el distrito de Harghita, Rumania.

## Superficie
Cuenta con una superficie de 64,42 kilómetros cuadrados.

## Demografía
Hasta 2021 la población era de 3329 habitantes, con una densidad de población de 51,68 habitantes por kilómetro cuadrado.